# Черемошны
Черемошны — село в Мценском районе Орловской области России. Административный центр Черемошёнского сельского поселения.

## География
Село находится в северной части Орловской области, в лесостепной зоне, в пределах центральной части Среднерусской возвышенности, к востоку от реки Зуша, на расстоянии примерно 20 км (по прямой) к юго-востоку от Мценска, административного центра района.
Климат
Климат населённого пункта характеризуется как умеренно континентальный с умеренно морозной зимой и теплым, иногда жарким летом. Средняя многолетняя температура самого холодного месяца — января, составляет −9,4 °С, температура самого теплого +19 °С.
Часовой пояс
Село Черемошны, как и вся Орловская область, находится в часовой зоне МСК (московское время). Смещение применяемого времени относительно UTC составляет +3:00.

## Население
| 2002 | 2010 |
| ---- | ---- |
| 427  | ↗489 |

Половой состав
По данным Всероссийской переписи населения 2010 года, в гендерной структуре населения мужчины составляли 47,4 %, женщины — соответственно 52,6 %.
Национальный состав
Согласно результатам переписи 2002 года, в национальной структуре населения русские составляли 87 % из 427 чел.

## Улицы
| - пер. Гаражный, - ул. Лесная, - ул. Молодёжная, - ул. Октябрьская, | - ул. Партизанская, - ул. Первомайская, - ул. Садовая, - ул. Центральная. |

## Инфраструктура
В селе действуют основная школа с дошкольной группой, фельдшерско-акушерский пункт, дом культуры и библиотека.

## Достопримечательности
В селе находится дворянская усадьба Дьяковых.